# 67 Ophiuchi
67 Ophiuchi, è una stella della costellazione dell'Ofiuco di magnitudine apparente +3,97. C'è incertezza sulla distanza della stella: le misure della parallasse del satellite Hipparcos indicano una distanza di circa 1000 anni luce, altre fonti optano per una distanza maggiore, di oltre 1400 a.l. dal sistema solare.

## Osservazione
Si tratta di una stella situata nell'emisfero boreale celeste, ma molto in prossimità dell'equatore celeste; ciò comporta che possa essere osservata da tutte le regioni abitate della Terra senza alcuna difficoltà e che sia invisibile soltanto nelle aree più interne del continente antartico. Nell'emisfero nord invece appare circumpolare solo molto oltre il circolo polare artico.
Essendo di magnitudine +3,97, la si può osservare anche dai piccoli centri urbani senza difficoltà, sebbene un cielo non eccessivamente inquinato sia maggiormente indicato per la sua individuazione.

## Caratteristiche fisiche
67 Ophiuchi è una calda supergigante blu 8-9 volte più massiccia del Sole, con un raggio oltre 20 volte superiore a quello della nostra stella. Considerando che la stella emette in gran parte luce ultravioletta a causa della sua alta temperatura, e tenendo conto dell'assorbimento dovuto alla polvere interstellare, la sua luminosità è 12.000 volte quella del Sole.
Quattro stelle, denominate B, C, D e E, accompagnano visualmente la stella, anche se nessuna di queste pare legata gravitazionalmente a 67 Ophiuchi.